# Gloria Reuben
Gloria Elizabeth Reuben (9 de junho de 1964) é uma atriz, produtora e cantora canadense. 

## Biografia
Reuben nasceu em 9 de junho de 1964 em Toronto, Ontário, Canadá, filha de Cyril George Reuben, que tinha 74 anos de idade em seu nascimento e estava em seu segundo casamento, e de Pearl Avis Mills. Seu pai, branco e de descendência judaica, e sua mãe, negra e jamaicana, se separaram quando Gloria tinha apenas cinco anos de idade, levando a atriz a não saber absolutamente nada sobre seus ancestrais e provocando declarações de sua parte sobre "se sentir desconectada e à deriva sem saber de sua linhagem".
Sua mãe Pearl era cantora de música gospel, e foi responsável por criar na filha o interesse na música, matriculando-a em aulas de piano desde muito jovem. No ensino médio, Reuben cantou em algumas bandas de rock locais, antes de ingressar no Conservatório Real de Música, em Ontário. "A música sempre esteve em primeiro lugar para mim antes de atuar, mas a atuação simplesmente me chamou a atenção", ela declarou em uma entrevista.
O início da vida de Gloria foi marcado não apenas pela música, mas também por seu amor pelas artes performativas. Ela foi atraída para a dança também ainda muito jovem, o que, junto com a música, eventualmente fez com que procurasse seguir carreira na indústria do entretenimento.

## Carreira
Reuben nunca seguiu um planejamento estrito em relação à própria carreira, preferindo seguir a vida para onde ela lhe levar. Embora sua única experiência prévia com a televisão tivesse sido apresentar o programa infantil canadense "Polka Dot Door" entre 1987 e 1988, ela se mudou para Los Angeles em 1988, sem o contato de ninguém, e sem nenhum plano real sobre o que faria quando chegasse a Hollywood.
A atriz começou a ganhar alguns papéis em filmes para a televisão, a fazer aparições como convidada em programas como "The Young Riders" e "China Beach" e em séries como "The Flash" e "21 Jump Street". Ela também conseguiu um papel recorrente na aclamada série "Homicide: Life on the Street", onde sua atuação chamou a atenção dos produtores do drama médico ER.
De volta a Los Angeles depois de concluir seu papel em Homicide: Life on the Street, Gloria notou uma mensagem do escritor e produtor John Wells em sua secretária eletrônica, para quem ligou em seguida. Os dois conversaram um pouco e, segundo relatado pela atriz, algumas horas mais tarde outra mensagem em sua secretária eletrônica confirmou que ela teria um papel na série médica.
Inicialmente, Reuben apareceria em apenas três episódios da primeira temporada da série, mas sua interpretação sensível da assistente médica Jeanie Boulet, introduzida na trama para cuidar da mãe doente do Dr. Peter Benton — interpretado por Eriq La Salle —, cativou os produtores, que a fizeram atuar por mais três episódios. No início da segunda temporada da série, Reuben já estava figurando nos créditos de abertura. A história de sua personagem, uma pessoa soropositiva, ressoou profundamente junto ao público, provocou diversos debates na sociedade sobre o vírus HIV e sobre a AIDS, e enfatizou a importância da compreensão e do suporte aos portadores do vírus. Em reconhecimento ao seu trabalho na série, e seu compromisso com o aumento da conscientização sobre a AIDS e o HIV, Gloria Reuben recebeu da Elton John AIDS Foundation, em 2002, o Prêmio Elizabeth Taylor por Serviço Humanitário.
Gloria deixou ER em 1999, porque queria incorporar mais música em sua carreira, retornando a suas raízes. Ela conheceu Tina Turner em abril daquele ano e, depois de fazer um teste, garantiu participação na turnê Twenty Four Seven Millennium Tour da cantora, cuja estreia estava marcada para 1 de abril de 2000, como backing vocal. No entanto, a atriz reprisou seu papel em ER durante a décima-quarta temporada da série, ao fazer uma participação especial no episódio Status Quo, em que Jeanie volta ao pronto-socorro para procurar pelo filho, que sofrera um acidente.
Como atriz, Reuben continuou a aceitar diversos papeis desafiadores, que contribuíram para solidificar sua imagem como figura respeitada no meio artístico. Ela apareceu em diversos filmes aclamados pela crítica, como Timecop, de 1994, Nick of Time, de 1995, Jesse Stone: Benefit of the Doubt, de 2012, e Lincoln, também de 2012, e de séries televisivas como Raising the Bar, Law & Order: Special Victims Unit, Numb3rs, e da aclamada serie Mr. Robot, em que interpretou a personagem Krista Gordon, psicóloga de Elliot Alderson.
Gloria Reuben também continua a trabalhar no ramo musical, e se tornou uma cantora e compositora talentosa, cuja música reflete sua paixão por contar histórias e sua habilidade de se conectar emocionalmente com o público.

## Ativismo
Reuben é uma forte defensora da necessidade de informar o maior número possível de pessoas sobre a AIDS e o vírus HIV, além de atuar junto a causas ambientais e a esforços humanitários.

Em reconhecimento a suas contribuições, tanto para a indústria do entretenimento, quanto por seu trabalho de defesa de causas sociais, humanitárias e ambientais importantes, em 2018 Gloria Reuben recebeu o Prêmio Shining Star, oferecido pela Women in Film & Television Atlanta (WIFTA). O prêmio reconheceu sua carreira de destaque como atriz e sua dedicação a provocar um impacto positivo na sociedade.